# Pomacentrus alleni
Pomacentrus alleni là một loài cá biển thuộc chi Pomacentrus trong họ Cá thia. Loài này được mô tả lần đầu tiên vào năm 1981.

## Từ nguyên
Từ định danh được đặt theo tên của Gerald R. Allen, nhà ngư học có nhiều đóng góp trong việc phân loại các loài cá thia.

## Phạm vi phân bố và môi trường sống
P. alleni được ghi nhận tại quần đảo Similan (Thái Lan), ngoài khơi Tây Sumatera (Indonesia) và đảo Giáng Sinh (Úc). P. alleni sinh sống tập trung gần những rạn san hô viền bờ và những khu vực có nhiều đá vụn ở độ sâu khoảng từ 3 đến 15 m.

## Mô tả
Chiều dài lớn nhất được ghi nhận ở P. alleni là 6 cm. Cơ thể có màu xanh lam óng, ngoại trừ vây hậu môn là màu vàng và nửa dưới của vây đuôi có vệt đen.
Số gai ở vây lưng: 13; Số tia vây ở vây lưng: 13–14; Số gai ở vây hậu môn: 2; Số tia vây ở vây hậu môn: 13–14; Số gai ở vây bụng: 1; Số tia vây ở vây bụng: 5.

## Phân loại học
P. alleni thuộc phức hợp loài Pomacentrus coelestis, một nhóm đặc trưng bởi màu xanh sáng trên cơ thể.

## Sinh thái học
Thức ăn của P. alleni bao gồm tảo và các loài động vật phù du. Cá đực có tập tính bảo vệ và chăm sóc trứng.